# Llista de fars de Somàlia
Els fars de Somàlia, la costa de la qual és molt freqüentada per la navegació, estan probablement no operatius en l'actualitat quant als de la costa oriental. En canvi els de Somalilàndia, costa nord, funcionen correctament. La llista de fars és la següent:
- Isola dei Serpenti (Kismaayu) a Jubaland a una petita illa propera a la costa a 1,5 km al sud-est de Kismaayo
- Jumba (Fiume Giuba = Riu Juba) construït el 1912, a 16 km al nord-est de Kismaayo
- Barawa (Brava) construït el 1912 en un illot proper al port de Garawa
- Merka, ja existia el 1912, situat a l'oest de Merka
- Moqdishu (Mogadiscio) construït vers 1913 a Mogadiscio
- Hobyo (Obbia)
- Ras Hafun
- Ras Asir (Cap Guardafui, Far Francesco Crispi)
- Bosaso (Bandar Qasim), va funcionar fins al 2004

Els fars de Somalilàndia són:
- Punta Tamara (o Tamar) proper a Berbera, construït vers el 2000.
- Mayara o Berbera, construït abans del 1890 pels britànics a 3 km a l'oest de Berbera va deixar de funcionar el 1999 però va ser reparat vers el 2000